# Jehan Alain
Jehan Alain (Saint-Germain-en-Laye, 3 de fevereiro de 1911 -Saumur, 20 de junho de 1940) foi um organista e compositor francês.
Nascido no seio de uma família de músicos, começou a tocar órgão aos onze anos de idade, sob a orientação do seu pai, Albert Alain, também organista e compositor. No Conservatório Nacional Superior de Paris, foi aluno de Caussade, Paul Dukas, Roger-Ducasse e Marcel Dupré, entre outros, tendo recebido numerosos prémios.
De 1929 a 1939, compôs obras muito pessoais para órgão e piano, bem como missas, motetos etc.. As suas obras mais famosas são as Litanies (1937) e as Trois Danses, inicialmente pensadas para orquestra, mas que vieram a ser transcritas para órgão pouco antes da morte do compositor.
Jehan Alain foi morto aos 29 anos, quando participava de uma operação militar, perto de Saumur, durante a Segunda Guerra.
Sua irmã, a organista Marie-Claire Alain (1926-2013), foi uma importante intérprete  de sua  obra.